# Harald Zepp
Harald Zepp (* 22. Juli 1955 in Köln) ist ein deutscher Geograph und Professor für Physische Geographie/Angewandte Physische Geographie an der Ruhr-Universität Bochum.

## Leben
Er studierte Geographie, Bodenkunde und Geologie an den Universitäten Heidelberg, Gießen und Bonn und schloss sein Studium 1982 als Diplomgeograph an der Universität Bonn ab. Anschließend arbeitete er als wissenschaftliche Hilfskraft und promovierte dort 1986 zu dem Thema: Wasserhaushalt und Verlagerung wasserlöslicher Stoffe in Lößdecken des Main-Taunus-Vorlandes.
Er arbeitete als Assistent am Geographischen Institut der Universität Bonn und erhielt 1991 einen Bennigsen-Foerder-Preis für das geplante Forschungsprojekt Großmaßstäbige Erfassung geoökologischer Prozeßgefüge in Agrarlandschaften durch das Ministerium für Wissenschaft und Forschung des Landes Nordrhein-Westfalen. 
1992 habilitierte er sich an der Universität Bonn zu dem Thema: Klassifikation und Regionalisierung von Bodenfeuchteregime-Typen und wurde dort als Dozent für das Fach Geographie berufen.
Er folgte 1994 dem Ruf als ordentlicher Professor für Physische Geographie/Angewandte Physische Geographie an die Ruhr-Universität Bochum.

## Mitgliedschaften
- Deutsche Akademie für Landeskunde: Vorstand (seit 1996)
- Mitherausgeber der Berichte zur deutschen Landeskunde der Akademie
- Mitherausgeber der Zeitschrift Erdkunde
- Wissenschaftlicher Beirat des Verbandes der Geographen an Deutschen Hochschulen

## Veröffentlichungen
- Wasserhaushalt und Verlagerung wasserlöslicher Stoffe in Lössdecken des Main-Taunus-Vorlandes. Dümmler, Bonn 1986, ISBN 3-427-71561-2.
- Klassifikation und Regionalisierung von Bodenfeuchteregime-Typen. Borntraeger, Berlin 1995, ISBN 3-443-09009-5.
- Geomorphologie. Eine Einführung. UTB, Stuttgart 2002, ISBN 3-8252-2164-4. 4. Auflage 2014, ISBN 978-3-8252-4030-1.
- Ökologische Problemräume Deutschlands. Wissenschaftliche Buchgesellschaft, Darmstadt 2007, ISBN 978-3-534-20426-7.
- Heiner Dürr / Harald Zepp: Geographie verstehen. Ein Lotsen- und Arbeitsbuch. Paderborn 2012